# Vincenzo Mantovani
Vincenzo "Cencio" Mantovani (Castel d'Ario, Màntua, 17 d'octubre de 1942 - Suzzara, Màntua, 21 d'octubre de 1989) va ser un ciclista italià que fou professional entre 1966 i 1969.
El 1964, com a ciclista amateur, va prendre part en els Jocs Olímpics de Tòquio, aconseguint guanyar una medalla de plata en la prova de persecució per equips, junt a Franco Testa, Carlo Rancati i Luigi Roncaglia. En el seu palmarès també destaquen dues medalles de plata en la prova de persecució per equips del Campionat del Món en pista, el 1964 i 1965.
Com a professional no aconseguí cap victòria destacada.
Una vegada retirat va crear la marca de roba de ciclisme Nalini-Moa Sport en col·laboració amb el seu germà Claudio. Miguel Indurain, Marco Pantani o Alberto Contador han estat alguns dels ciclistes que han vestit la seva marca.
Va morir amb només 48 anys quan el seu avió ultralleuger es va estavellar a prop de la ciutat de Màntua. El Memorial Vincenzo Mantovani se celebra cada any en honor seu a Castel d'Ario.

## Palmarès
- 1964
  -  Medalla de plata als Jocs Olímpics de Tòquio en persecució per equips
- 1965
  - 1r a la Milà-Tortona
  - 1r a la Milà-Bolònia

### Resultats al Giro d'Itàlia
- 1968. 78è de la classificació general